# Рагнар Лодброк
Рагнар Лодброк (на исландски: Ragnarr Loðbrók) е легендарен скандинавски герой от времето на викингите, датски конунг, представител на династията Юнглинги. Хората го смятали за син на Один. Имал многобройни синове, един от които бил Бьорн Железния, основател на клона на династията на Юнглингите – Мунсьо. Той бил първо граф на Категад, а после станал и крал. Предполага се, че историческият Рагнар е живял в първата половина на IX в. и по всяка вероятност е бил син на Сигурд Пръстена.
Прякора „Лодброк“ (в превод „кожени гащи“) Рагнар спечелил след битка с дракон, в която бил облечен с панталон и риза, напоени с катран, за да се предпази от драконската отрова. Според друго предание кожените му панталони били ушити от съпругата му Лагерта и му служели за амулет. Има и трета версия, според която в детството си Рагнар попаднал случайно в дупката на змия и оцелял от ухапването ѝ именно благодарение на кожения си панталон.
Рагнар Лодброк бил страховит воин, известен с походите си срещу Англия и Франция. Приписват му се завземането на Париж през 845 г. и нападението над Нортумбрия през 865 г.
Според легендата загинал в Англия, където бил пленен и затворен от краля на Нортумбрия Ела: Рагнар бил измъчван, а накрая убит от змии. Синовете му отмъстили за него, като в 867 г. нападнали Нортумбрия и Мерсия и пленили и умъртвили крал Ела, който издъхнал в жестоки мъчения.
Ивар Безкостния е водач и пълководец, който нахлува в Англия и превзема Йорк. Според сагата на Рагнар Лодброк той е син на Рагнар Лодброк и жена му Аслог, която била дъщеря на Сигурд Фавнисбани (Змееубиеца).